# 양주동 (양산시)
양주동(梁州洞)은 대한민국 경상남도 양산시의 동이다. 2010년 2월 1일 중앙동에서 분동하여 양주동이 되었다. 중앙동 분동은 국도 제35호선을 기준으로 경계를 이뤘으며, 구시가지 지역이 중앙동, 신도시 지역이 양주동이 됐다. 중앙동은 다방, 북부, 명곡 일원과 법정동인 남부동과 중부동의 일부(옥곡, 남부1·2, 일동, 서일동, 삼동)를 관할하며, 양주동은 남부동과 중부동 일원을 행정구역으로 한다. 면적 규모상으로 중앙동은 11.9km2, 양주동은 1.8km2로 중앙동이 훨씬 넓으나, 세대와 인구수로는 2019년을 기준으로 중앙동 6,220세대 11,072명, 양주동 12,736세대 34,331명으로 양주동이 많았다.

## 연혁
2008년 7월 중앙동 인구수가 5만명이 넘으면서 생활민원과 복지서비스 등 행정수요도 급증하자 주민을 위한 행정서비스 향상과 업무의 효율성을 높이기 위해 분동을 추진, 2009년 12월 제103회 시의회 정례회에서 관련 조례가 통과되면서 분동을 결의했다.
- 2010년 2월 1일 중앙동에서 분동
- 2010년 2월 1일 행정복지센터 개소 (중부동 697-3)

## 법정동
- 남부동(일부)
- 중부동(일부)

## 교육
- 보관됨 2012-12-19 - archive.today 양산중부초등학교
- 양산삽량초등학교
- 양산중앙중학교
- 양산남부고등학교

## 교통
- 부산 도시철도 2호선 양산역
- 양산역환승센터 1~5

## 아파트
| 단지명                | 건설사                | 시행사            | 주소       | 주소   | 입주        | 비고     |
| --------------------- | --------------------- | ----------------- | ---------- | ------ | ----------- | -------- |
| 양산신도시 뜰안채     | 고려개발              | 대한주택공사      | 양주로 113 | 중부동 | 2000년 5월  |          |
| 양산신도시 주공3단지  | 건남토건㈜ ㈜동화주택 | 대한주택공사      | 양주로 153 | 중부동 | 2005년 4월  | 국민임대 |
| 양산신도시 벽산블루밍 | 벽산건설 영남건설㈜   | 대한주택공사      | 양주로 39  | 남부동 | 2003년 4월  |          |
| 양산신도시 주공7단지  | 진흥기업              | 대한주택공사      |            | 남부동 | 2008년 5월  | 국민임대 |
| 상록 경남아너스빌     | 경남기업              | 공무원연금공단    | 양주로 16  | 남부동 | 2005년 10월 |          |
| 동원로얄듀크 1차      | 동원개발              | 동원개발          |            | 남부동 | 2005년 2월  |          |
| 양산신도시 e편한세상  | 고려개발              | 대림산업          |            | 남부동 | 2006년 3월  |          |
| 청어람                | 현대건설 롯데건설     | 현대건설 롯데건설 |            | 남부동 | 2005년 2월  |          |
| 양산신도시 대동황토방 | 대동주택㈜            | 대동주택㈜        |            | 중부동 | 1999년 12월 |          |

- 현대 (중부동) - 1999년 12월 입주 / 현대산업개발
- 쌍용스윗닷홈 (남부동) - 2004년 7월 입주 / 쌍용건설